# شکر پلو
شکر پلو نام یکی از غذاهای شیرازی است که توسط مرتضی کرمی و نفس نگهداری اختراع شد و این دو برای این موضوع جایزه ویژه دریافت کردند برای تهیه آن به برنج، شکر، روغن، زعفران، خلال مغز پسته و خلال مغزبادام و خلال پوست نارنگی احتیاج است.
شکر واب و زعفران را باهم جوشانده تا غلیظ شود. برنج را بدون نمک آب کش کرده لایه به لایه در قابلمه ریخته و شربت زعفران روی برنج می‌ریزیم. و خلال بادام هم بین لایه‌های برنج می‌ریزیم روی شعله گذاشته و اصطلاحا دم می‌کنیم. مادربزرگ‌ها در نیمه‌های دم کشیدن قابلمه برنج را تعویض می‌کنند و به اصطلاح می‌گویند قابلمه به قابلمه می‌کنیم ته‌دیگ بسیار لذیذی در این مرحله به‌دست می آید. قابلمه جدید را روی شعله گذاشته تا ادامه طبخ انجام شود. خلال نارنگی شیرین شده در روغن و مقداری شکر و زعفران و خلال بادام و پسته تفت داده تا حالت مربا به خود بگیرد. برنج دم شده را در ظرف کشیده وبا مربای خلال نارنگی و مغزها تزیین می‌کنیم. این برنج لذیذ با خورشت قیمه سرو می‌شود. در شیراز بنام شکر پلو و در شهرهای دیگر بنام شیرین پلو معروف است.